# Conseil de la Science et des Technologies (république de Chine)
Pour les articles homonymes, voir Ministère de la Science et Ministère de la Technologie.
Le ministère de la Science et des Technologies (officiellement en anglais : Ministry of Science and Technology (MOST), en chinois traditionnel : 科技部 ; pinyin : Kējì bù) est un des ministères de la branche exécutive du gouvernement de la république de Chine (en), actif de 2014 à 2022, chargé de la promotion et du développement de la recherche scientifique, du soutien de la recherche universitaire et du développement des parcs scientifiques.
En 2022, son statut est remanié, il est depuis connu en tant que conseil de la Science et des Technologies (officiellement en anglais : National Science and Technology Council (NSTC), en chinois traditionnel : 國家科學及技術委員會).

## Histoire
L'organisme est créé le 1er février 1959 en tant que conseil national des Sciences (en anglais : National Science Council (NSC), en chinois traditionnel : 國家長期發展科學委員會 ; pinyin : Guójiā chángqí fāzhǎn kēxué wěiyuánhuì).
Le 3 mars 2014, le conseil est remanié et élevé au statut de ministère, en tant que ministère de la Science et des Technologies (en anglais : Ministry of Science and Technology (MOST), en chinois traditionnel : 科技部 ; pinyin : Kējì bù),.
Le ministère redevient un cabinet de conseil après huit années ; le nouveau statut est acté le 27 août 2022, sous le nom de conseil national de la Science et des Technologies (en anglais : National Science and Technology Council (NSTC), en chinois traditionnel : 國家科學及技術委員會). Parmi les raisons ayant conduit à cette réorganisation, le périmètre des ministères de la Science et des Technologies et celui des Affaires économiques entraient parfois en compétition.

## Structure
Parmi l'organisation interne du ministère, on retrouve :

### Départements
- Department of Planning
- Department of Natural Sciences and Sustainable Development
- Department of Engineering and Technologies
- Department of Life Sciences
- Department of Humanities and Social Sciences
- Department of International Cooperation and Science Educations
- Department of Foresight and Innovation Policies
- Department of Academia-Industry Collaboration and Science Park Affairs

### Agences
- Department of General Affairs
- Department of Personnel
- Department of Government Ethics
- Department of Budget, Accounting and Statistics
- Department of Information Services
- Legal Affairs Committee

### Institutions affiliées
- Bureau du Parc scientifique de Hsinchu
- Bureau du Parc scientifique du centre de Taïwan (en)
- Bureau du Parc scientifique du sud de Taïwan (en)
- Centre national des sciences et des technologies pour la réduction des catastrophes
- Laboratoires nationaux de recherche appliquée
- Centre national de recherche sur le rayonnement synchrotron